# Nyhamn (Åland)
Nyhamn is een onbewoond eiland in de Finse autonome regio Åland. Het eiland ligt op de overgang tussen de Ålandzee en de Scherenzee en behoort tot de gemeente Lemland, in het zuiden van het land. Het eiland ligt ongeveer 12 kilometer ten zuiden van de hoofdstad Mariehamn.
Het oppervlak van het eiland is 41,5 hectare en de maximale lengte is 1 kilometer in zuidwest-noordoostelijke richting.
Een vuurtoren en loodsstation die vroeger stonden op het eiland Lilla Båtskär, dat ongeveer twee kilometer ten zuiden van Nyhamn ligt, zijn naar dit eiland genoemd.